# The Foolish Matrons
The Foolish Matrons er en amerikansk stumfilm fra 1921 af Maurice Tourneur og Clarence Brown.

## Medvirkende
- Hobart Bosworth som Dr. Ian Fraser
- Doris May som Georgia Wayne
- Mildred Manning som Sheila Hopkins
- Kathleen Kirkham som Annis Grand
- Betty Schade
- Margaret McWade som Mrs. Eugenia Sheridan
- Charles Meredith som Lafayette Wayne
- Wallace MacDonald som Anthony Sheridan